# الوليوي (الكمبري)
الوليوي (باللاتينية: Wuliuan)، وهي أول مرحلة من فترة المياولينغي والخامسة من الكامبري، حيث امتدت من ≈ 506.5 إلى≈ 504.5 مليون سنة مضت، لمدة 2 مليون سنة تقريبا.

## التسمية
يعود مصطلح «الوليوي» إلى «تلال ويليو» في الصين.

## المقطع النموذجي
تم تعريفها رسميا من قبل اللجنة الدولية للطبقات في عام 2018. وتتم حاليا مناقشة ثلاثة قطاعات مرشحة لتكون نقطة ومقطع طبقة الحدود العالمية (GSSP): قطاع «وليو-زانغجيان» بالقرب من قرية بالانغ في مقاطعة غويتزو (الصين) على ارتفاع 52.8 مترا فوق الحدود السفلية من تكوين كايلي في مقلع وليو، وأيضا عند قطاع «جبل سبليت» في نيفادا (الولايات المتحدة) و«قطاع نهر مولودو» على طول نهر مولودو. والمرشح الأول لبداية مرحلة الوليوي هو أول ظهور لثلاثيات الفصوص المسماة أوريكتوسيفالوس إنديوكس (الاسم العلمي: Oryctocephalus indicus)، والمرشح الثاني هو ثلاثية الفصوص أوفاتوريكتوكارا الحبيبية (الاسم العلمي: Ovatoryctocara granulata).
ونهايته مع بداية مرحلة الدرومي، التي تميزت بأول ظهور للنوع تايشاغنوستوس اتافوس (الاسم العلمي: Ptychagnostus atavus) من ثلاثية الفصوص منذ حوالي 504.5 مليون سنة.